# Танжер
Танже́р (араб. طنجة‎, исп. Tánger, Та́нджа) — крупный портовый город на севере Марокко, у побережья Гибралтарского пролива.
Административный центр области Танжер — Тетуан — Эль-Хосейма, в составе которой образует префектуру Танжер-Асила.
Является автономной международной экономической и политической территорией в подчинении короля и управлении государства. Здесь сконцентрированы представительства международных торговых, финансовых, культурных и политических организаций.
Родной город Ибн Баттуты.

## История и название
Танжер был основан колонистами из Карфагена в начале V века до н. э. Предполагается, что название города произошло от имени берберского божества Тинжис (Тинга). Город имел важное значение для берберов. В то же время в греческой мифологии говорится, что этот город основал великан Антей, сын бога моря Посейдона и богини Земли - Геи. После того, как герой Геракл задушил Антея, город назвали Тингис, по имени его вдовы Тинги. Считается, что Геракл спал в пещере, находящейся в нескольких километрах от города, перед совершением одного из своих двенадцати подвигов.
В первом веке до нашей эры город попал под власть Римской империи при императоре Октавиане Августе. Сначала он был свободным городом, а затем при Клавдии стал колонией Юлией, столицей провинции Тингитанская Мавретания. В V веке город захватили вандалы. В 534 году во время экспансии византийского императора Юстиниана, пытавшегося восстановить границы Римской империи, Танжер попадает под власть греков и находится под властью Византии до 682 года. В 702 году город захватывают арабы.
До XV века город находился под властью многих арабских династий, а также марокканского (берберского) Королевства Фес. Но с 1415 года началась португальская экспансия в Северную Африку, когда европейцы захватывают сначала Сеуту, а после серии неудачных попыток и сам Танжер в 1471 году. Покорение города описано в эпической поэме Вашку Моузинью де Кеведу «Афонсу Африканец» (1611). Португало-испанское владычество (с учётом Иберийской унии в 1580—1640 гг.) продолжалось до 1661 года, когда город был передан английскому королю Карлу II в качестве приданого за инфанту Екатерину Брагансскую.
В 1679 году султан Марокко Мулай Исмаил ибн Шериф предпринял попытку захвата города. Взять город штурмом ему не удалось, однако осада вынудила англичан сдать город. Перед сдачей Танжера англичанами в 1684 году, они разрушили город и порт. И несмотря на то, что город и порт были заново отстроены Исмаилом, город утратил своё значение, и его население до 1810 года составляло всего лишь 5000 человек.
Во время войны Франции с Марокко 6 августа 1844 года французский флот под начальством принца Жуанвильского бомбардировал Танжер; здесь же был заключен 10 сентября 1844 года мир между обоими государствами. 
В 1849—1850 гг. в городе после неудачной попытки революционного восстания в Риме жил основоположник современного итальянского государства Джузеппе Гарибальди.
К началу XX века население города составляло 40 тыс. жителей: 20 000 мусульман (с преобладанием берберов над арабами), 10 000 евреев, 9000 европейцев (в основном испанцев). В это время Танжер становится важным центром европейской политики, став местом инцидентов, которые чуть не послужили поводом к крупномасштабной войне в Европе (см. Танжерский кризис и Агадирский кризис).
В 1912 году Марокко было поделено на французский и испанский протектораты. Север страны отошёл под контроль Испании, однако Танжер в 1923 году был признан международной зоной общей площадью 373 км² под управлением представителей Франции, Испании, Британии, к которым в 1928 году добавились представители от Италии, Португалии и Бельгии. В 1956 году Танжер вошёл в состав объединённого независимого государства Марокко.
Танжер был официально известен как Colonia Julia Tingi (« Юлианская колония Тингис») после того, как он получил статус колонии во времена Римской империи . Прозвища «Невеста Севера» и «Врата Африки» указывают на его положение на крайнем северо-западе Африки, недалеко от Гибралтарского пролива .
Отсюда и произошло название фрукта танжерин.

## География

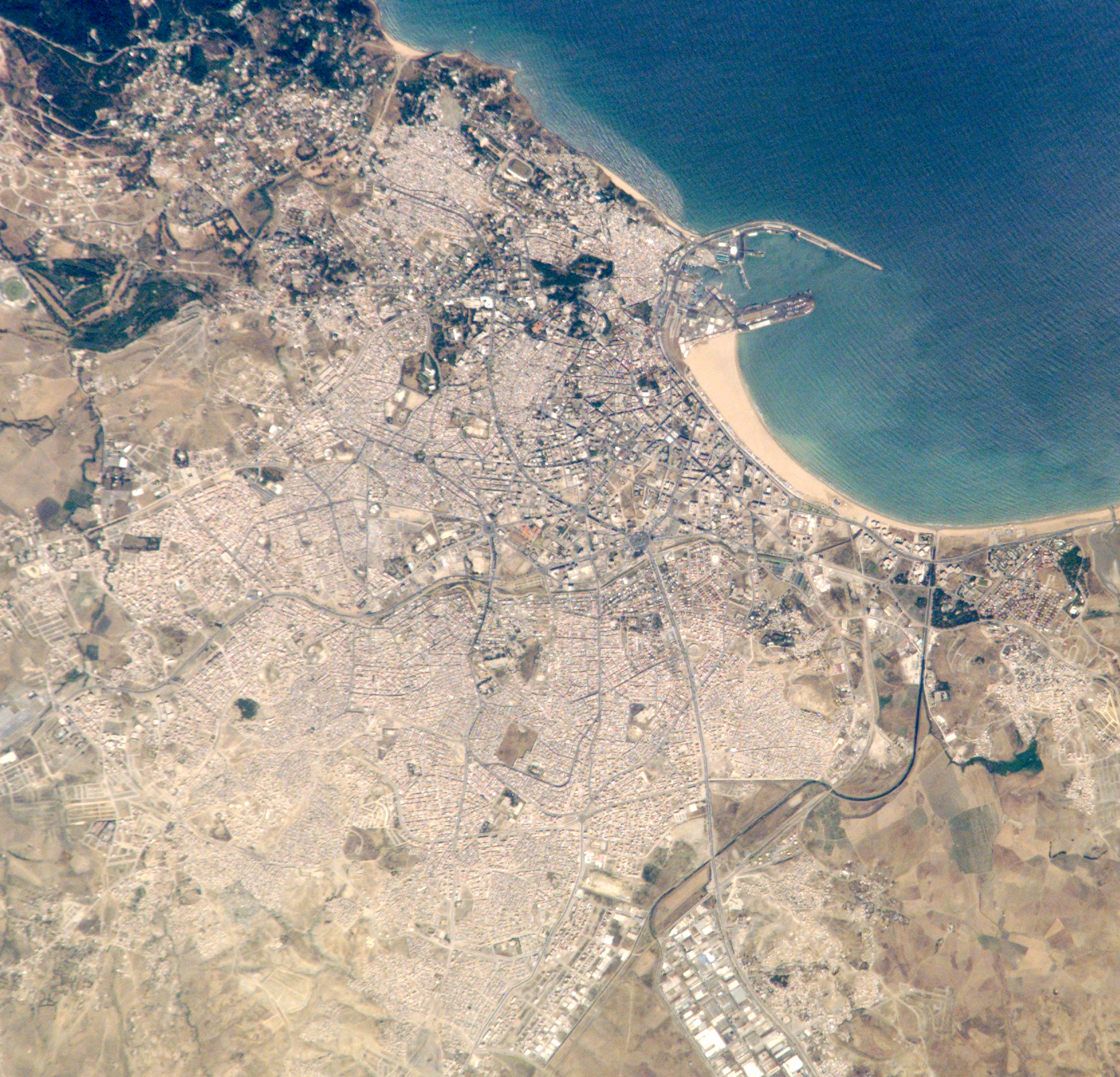
Вид Танжера из космоса

Рядом с городом находится гора Коллен-дю-Шар.
Город можно условно поделить на четыре части:
- Медина — старый город, исторический центр, где находится множество памятников и оборонительные укрепления;
- новый город, простирающийся от городского пляжа и морского порта на севере до холмов на юге и от медины на западе до района Малабата на востоке;
- район Малабата, который большей своей частью расположился на полуострове с одноимённым названием, является провинциальной частью города;
- четвёртый район Монтань и мыс (полуостров) Спартал, находящийся на лесистой холмистой возвышенности, престижный район города, где находятся одна из резиденций короля Марокко.

Важнейшие районы города:
- Маршан — здесь расположены дворец султана, здание американского посольства и стадион;
- Драдеб — спальный квартал;
- бульвар Пастор — административный и финансовый центр;
- площадь имени 9 апреля — район посольств и консульств;
- бульвар Мохамеда VI — прибрежная зона развлекательных центров, кафе и ресторанов;
- бульвар Хассана II — международные образовательные учреждения и консульства;
- международный аэропорт «Ibn Batouta», граничащий с промышленной зоной;
- морской международный грузовой, пассажирский и рыболовецкий порт «Port de Tanger». С 2010 года грузовой терминал ликвидирован ввиду ввода в строй первой очереди нового многофункционального порта «Tanger Med», расположенного в 40-50 км северо-восточнее, в районе населённого пункта Ксар Сгир (Малый Дворец, или Малая Крепость). Пассажирский терминал сохранён, однако принимает только паромы малого класса, связывающие Танжер с испанским портом Тарифа, а также туристические лайнеры. Регулярного морского (не паромного) сообщения из «Port de Tanger» нет. Строится новый рыболовецкий порт, а территорию старого рыболовецкого и грузового терминалов займёт гигантская марина (яхтенный порт). Для чего отсыпаются новые причалы и реконструируются старые. Прилегающая территория медины и колониальной части города, также реконструируются и благоустраиваются в рамках создания новой туристическо-рекреационной зоны «Zone portuaire de Tanger». Будет также возведена канатная дорога для быстрой и комфортной связи с районом Монтань и мединой.

## Климат
| Показатель                         | Янв. | Фев. | Март | Апр. | Май  | Июнь | Июль | Авг. | Сен. | Окт. | Нояб. | Дек. | Год  |
| ---------------------------------- | ---- | ---- | ---- | ---- | ---- | ---- | ---- | ---- | ---- | ---- | ----- | ---- | ---- |
| Средний суточный максимум, °C      | 16,2 | 16,8 | 17,9 | 19,2 | 21,9 | 24,9 | 28,3 | 28,6 | 27,3 | 23,7 | 19,6  | 17,0 | 21,8 |
| Средняя температура, °C            | 12,5 | 13,1 | 14,0 | 15,2 | 17,7 | 20,6 | 23,5 | 23,9 | 22,8 | 19,7 | 15,9  | 13,3 | 17,7 |
| Средний суточный минимум, °C       | 8,8  | 9,4  | 10,1 | 11,2 | 13,4 | 16,2 | 18,7 | 19,1 | 18,3 | 15,6 | 12,2  | 9,7  | 13,6 |
| Норма осадков, мм                  | 103  | 98   | 71   | 62   | 37   | 13   | 2    | 2    | 14   | 65   | 134   | 129  | 735  |
| Источник: Гонконгская обсерватория |      |      |      |      |      |      |      |      |      |      |       |      |      |

## Население
Танжер — интернациональный город, в нём постоянно проживают около 42 000 резидентов европейских и других стран, составляя анклавы. Основные национальности: французы, испанцы, немцы, итальянцы, бельгийцы, швейцарцы, англичане, американцы, португальцы, есть небольшое сообщество русскоязычных.

## Религия
В городе, кроме мечетей, действуют англиканские, протестантские, католические церкви, также лютеранская кирха, синагоги. При францисканском католическом монастыре св. Петра осуществляет свою благотворительную деятельность интернат для детей-сирот любой религиозной направленности.
До 1962 года в городе действовала русская православная церковь в честь святителя Киприана Карфагенского, располагавшаяся по адресу: 9, rue Ibn El Banna (ex. rue Charles Dickens), Tanger.

## Достопримечательности
Самой главной достопримечательностью Танжера являются Гроты Геркулеса, которые находятся в пещерах в районе мыса Спартель.
От района мыса Спартель простирается одна из самых протяжённых в мире пляжных линий (47 км).

## Города-побратимы
- Божанси (фр. Beaugency), Франция
- Фару (порт. Faro), Португалия
- Кадис (исп. Cádiz), Испания
- Льеж (фр. Liège), Бельгия
- Мулен (фр. Moulins), Франция
- Мец (фр. Metz), Франция
- Сетиф (араб. سطيف‎), Алжир
- Сен-Дени (фр. Saint-Denis), Франция
- Бизерта (араб. بنزرت‎), Тунис
- Касабланка (араб. الدار البيضاء‎), Марокко
- Малага (исп. Málaga), Испания
- Сантьяго (исп. Santiago), Чили

## Галерея

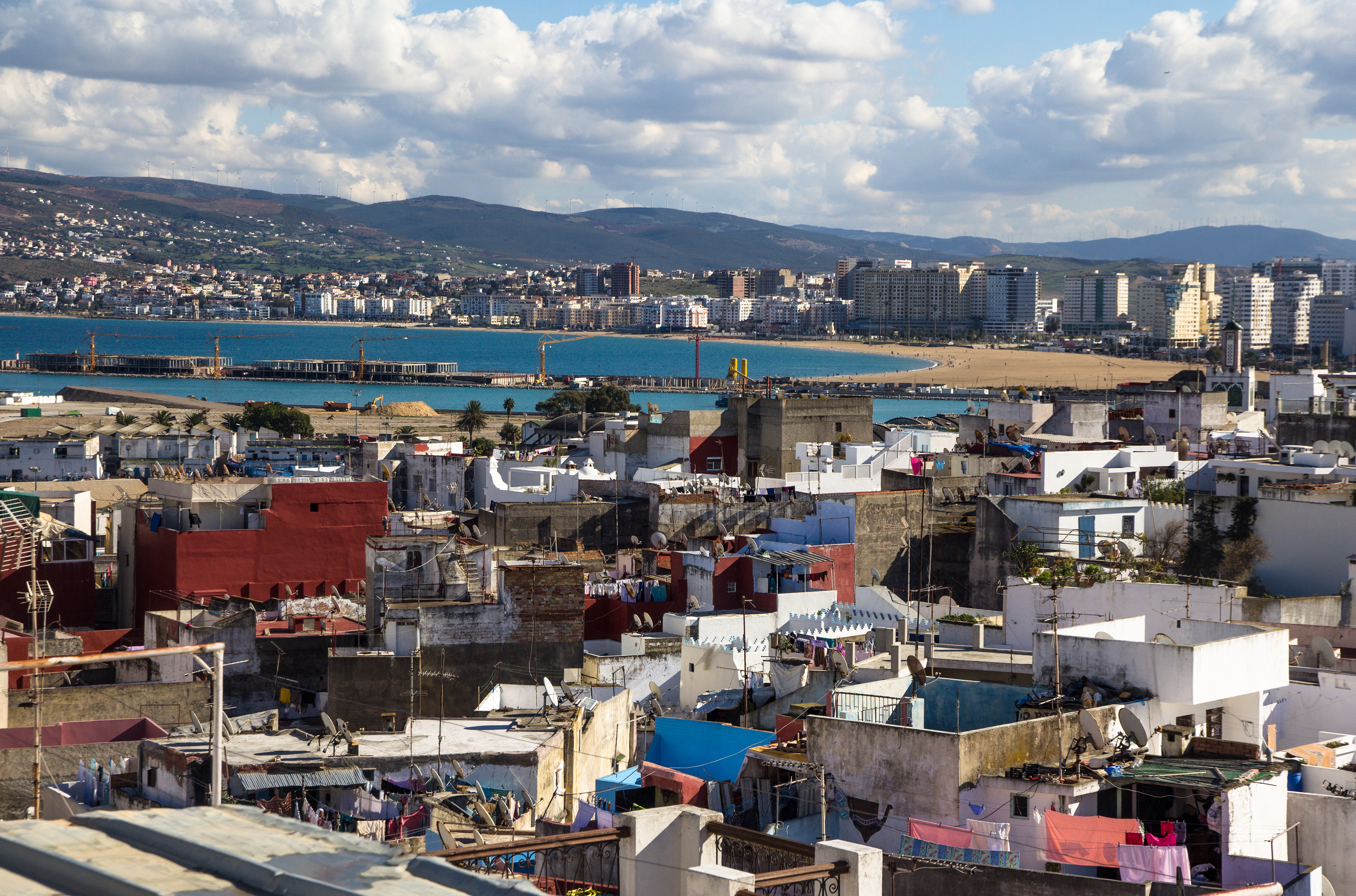
Панорамный вид Танжера
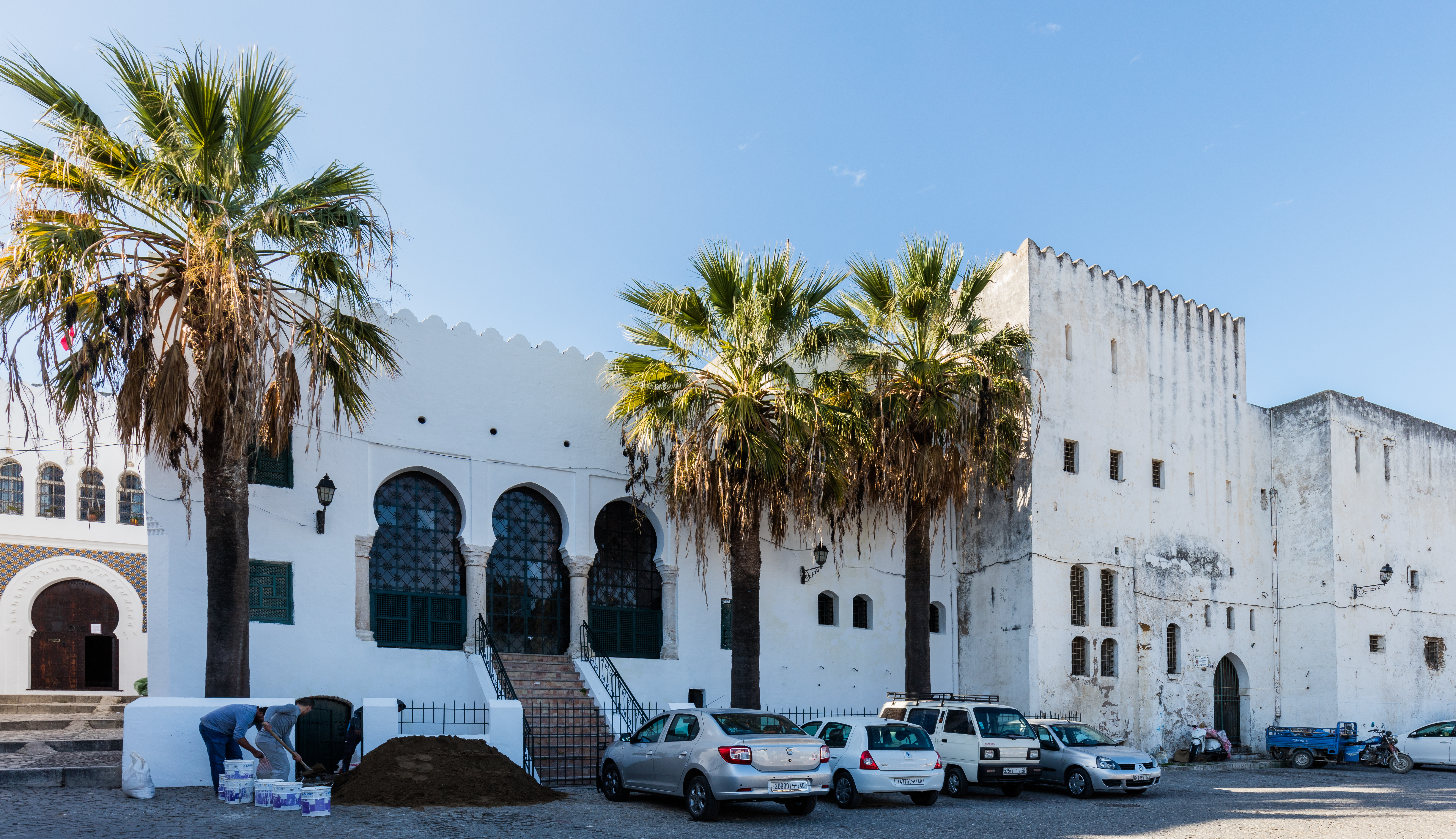
Дворец правосудия в Танжере Касбах
Панорамный вид еврейского кладбища в Танжере
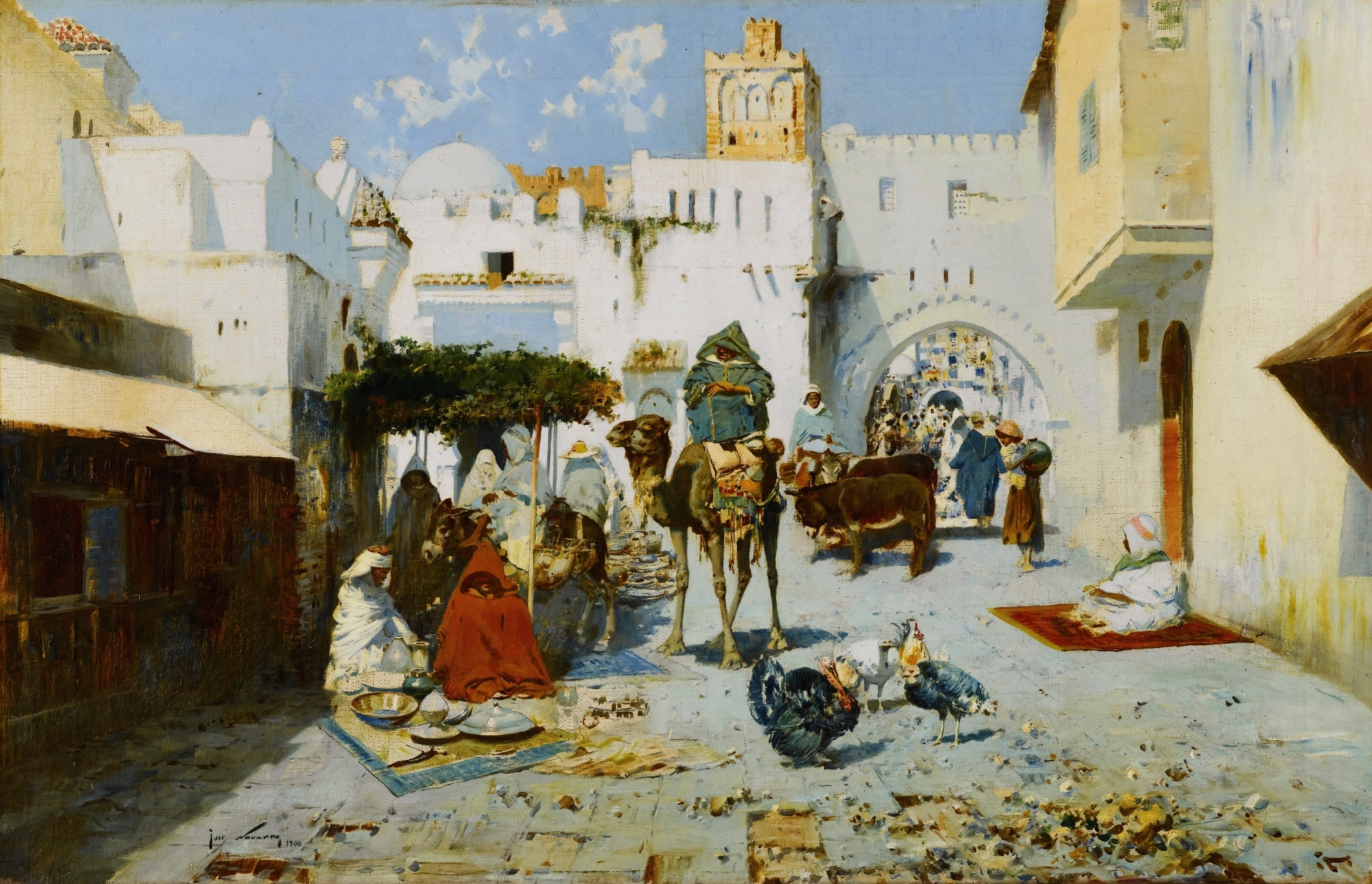
Хосе Наварро Льоренс «Сук»
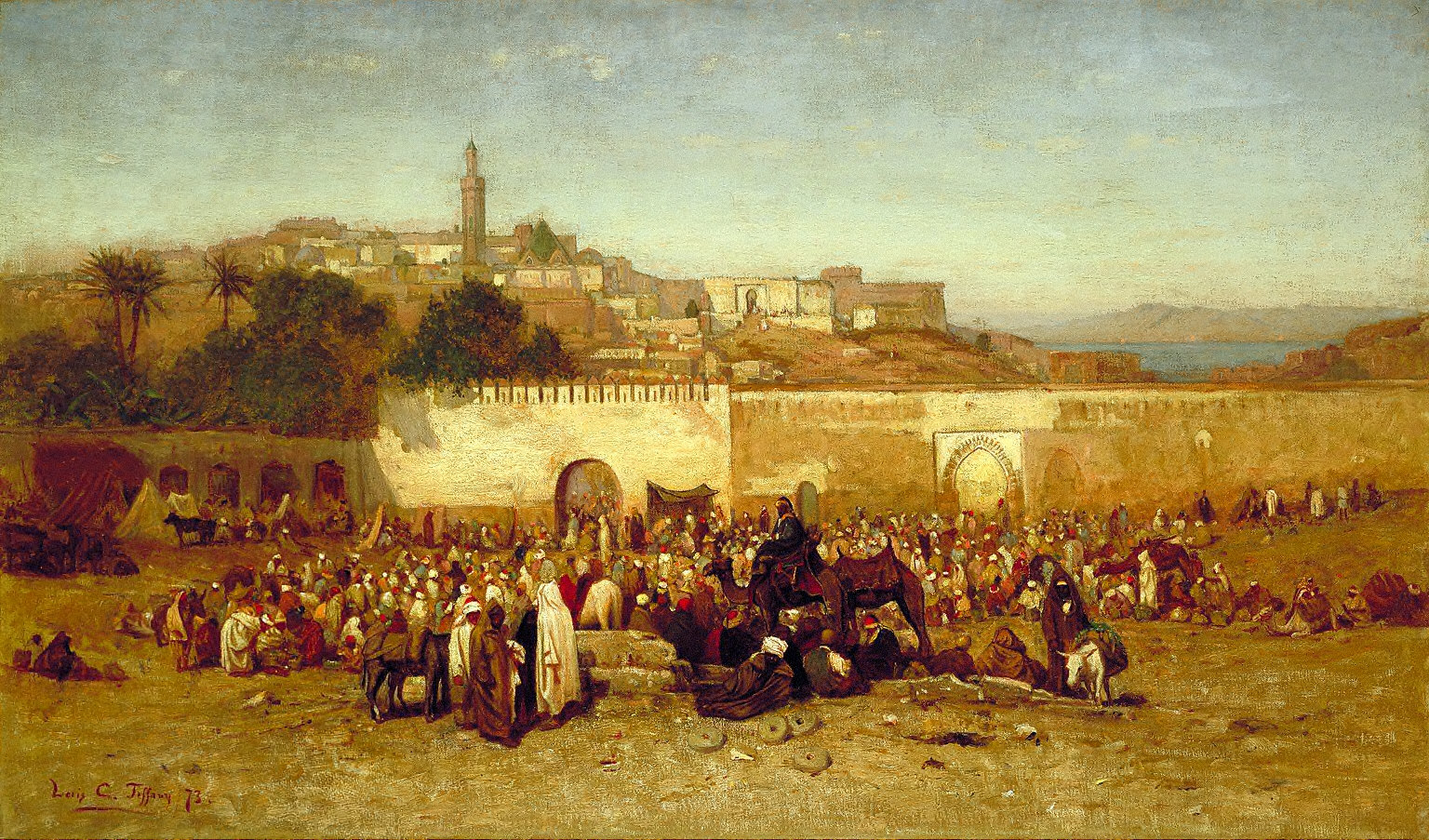
Рынок вне стен Танжера
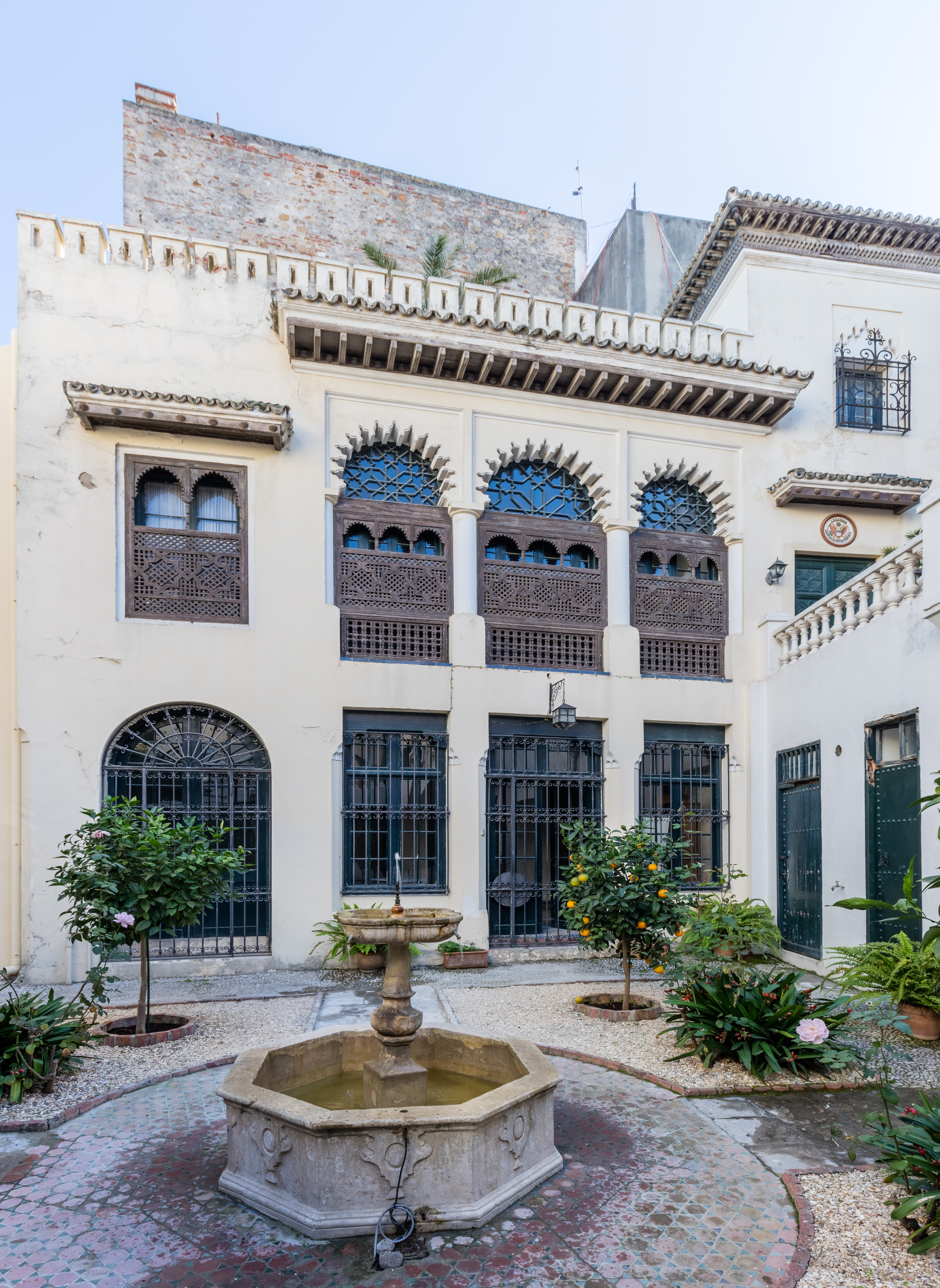
Американский посольский двор
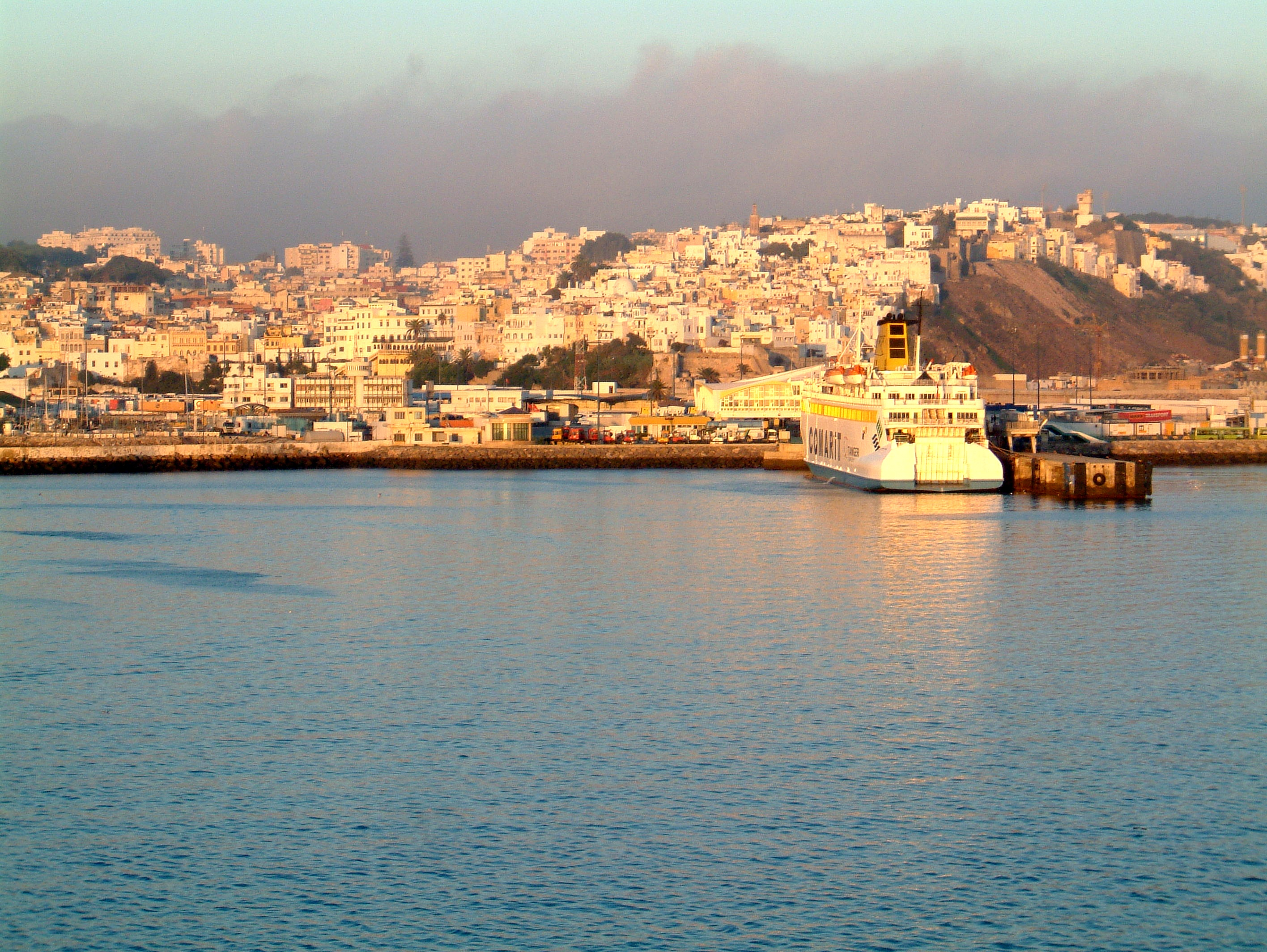
Вид старой медины Танжера
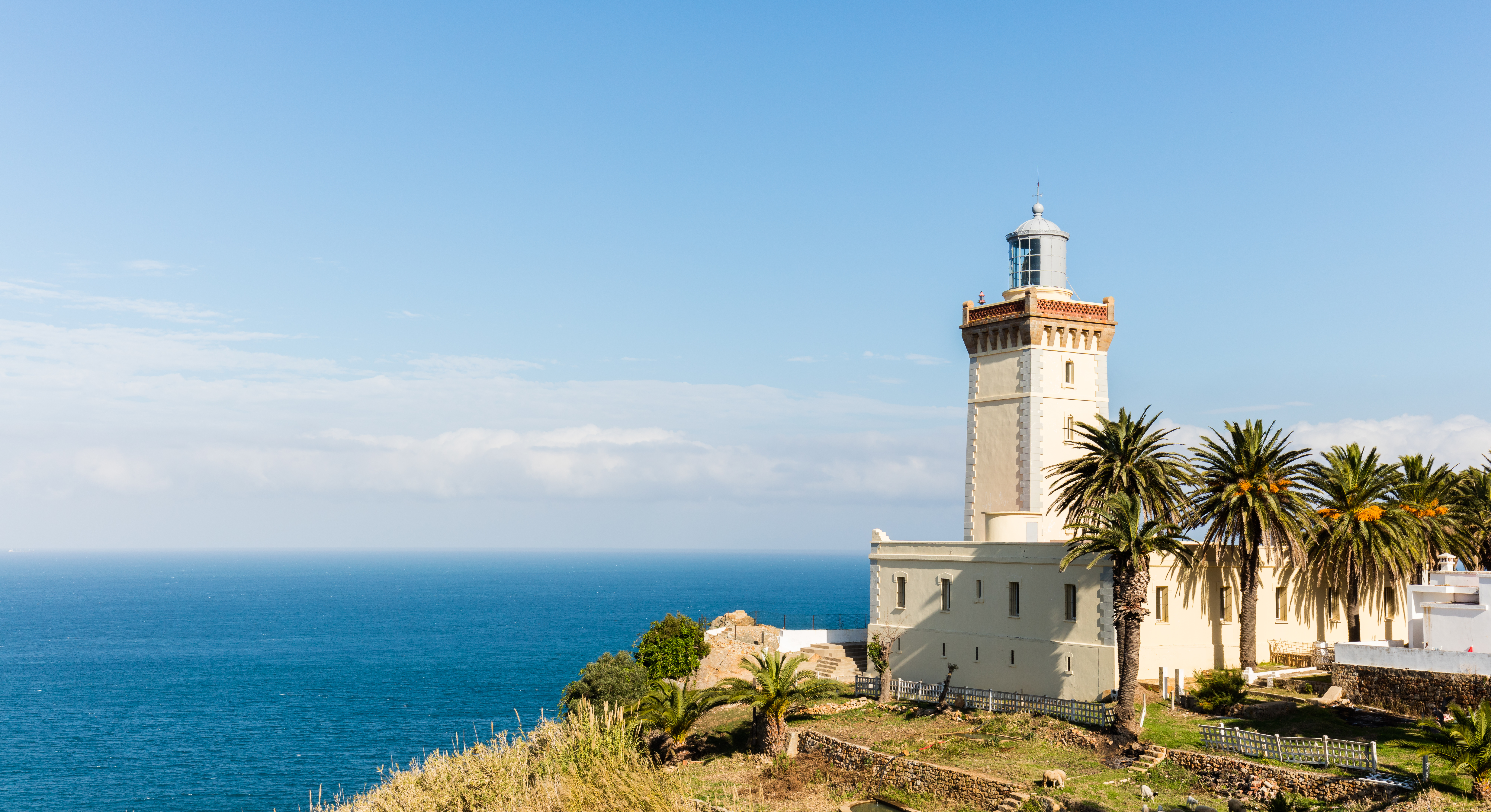
Маяк в Спартеле
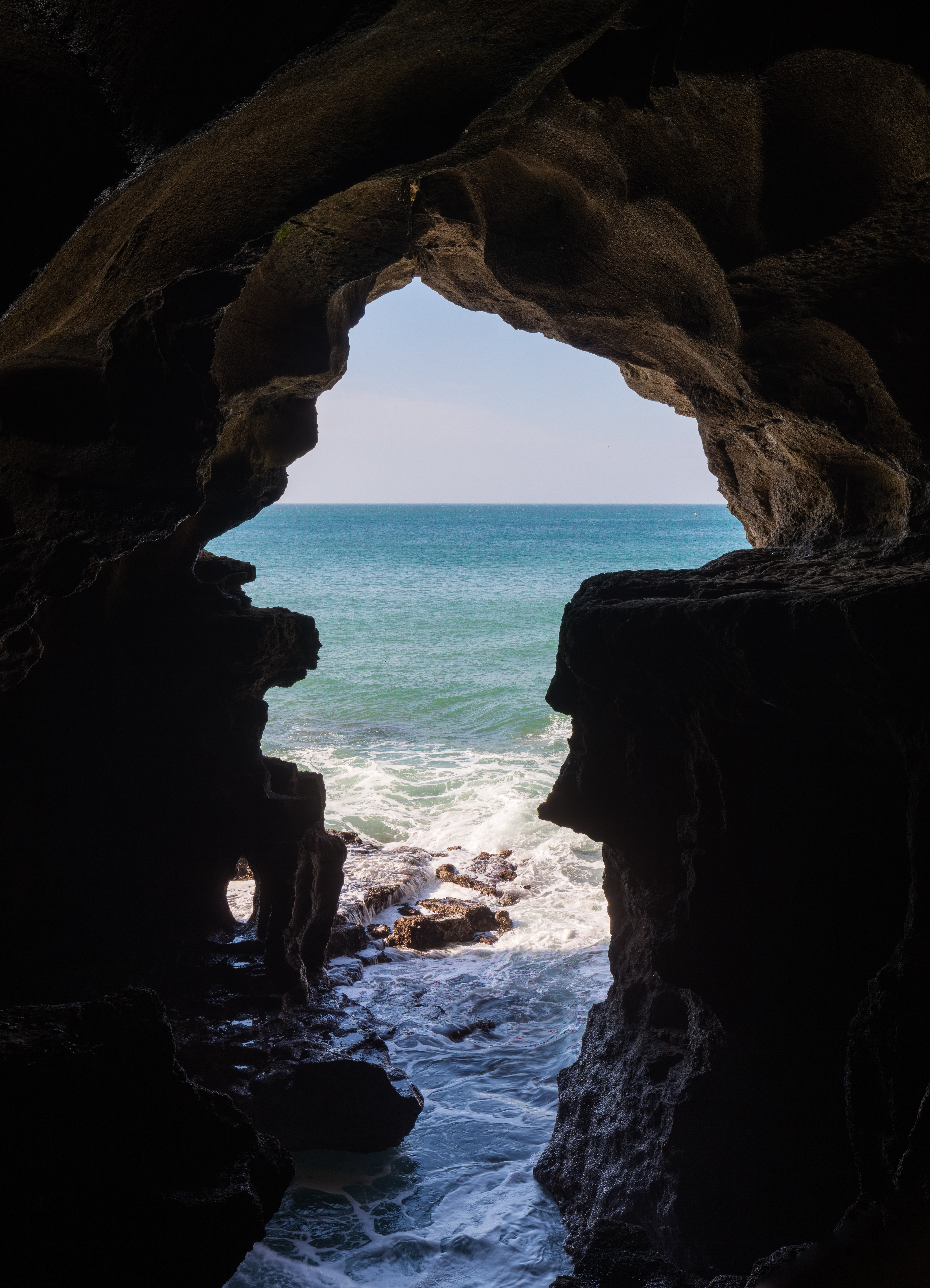
Куэвас или Геркулес в Спартеле, недалеко от Танжера.
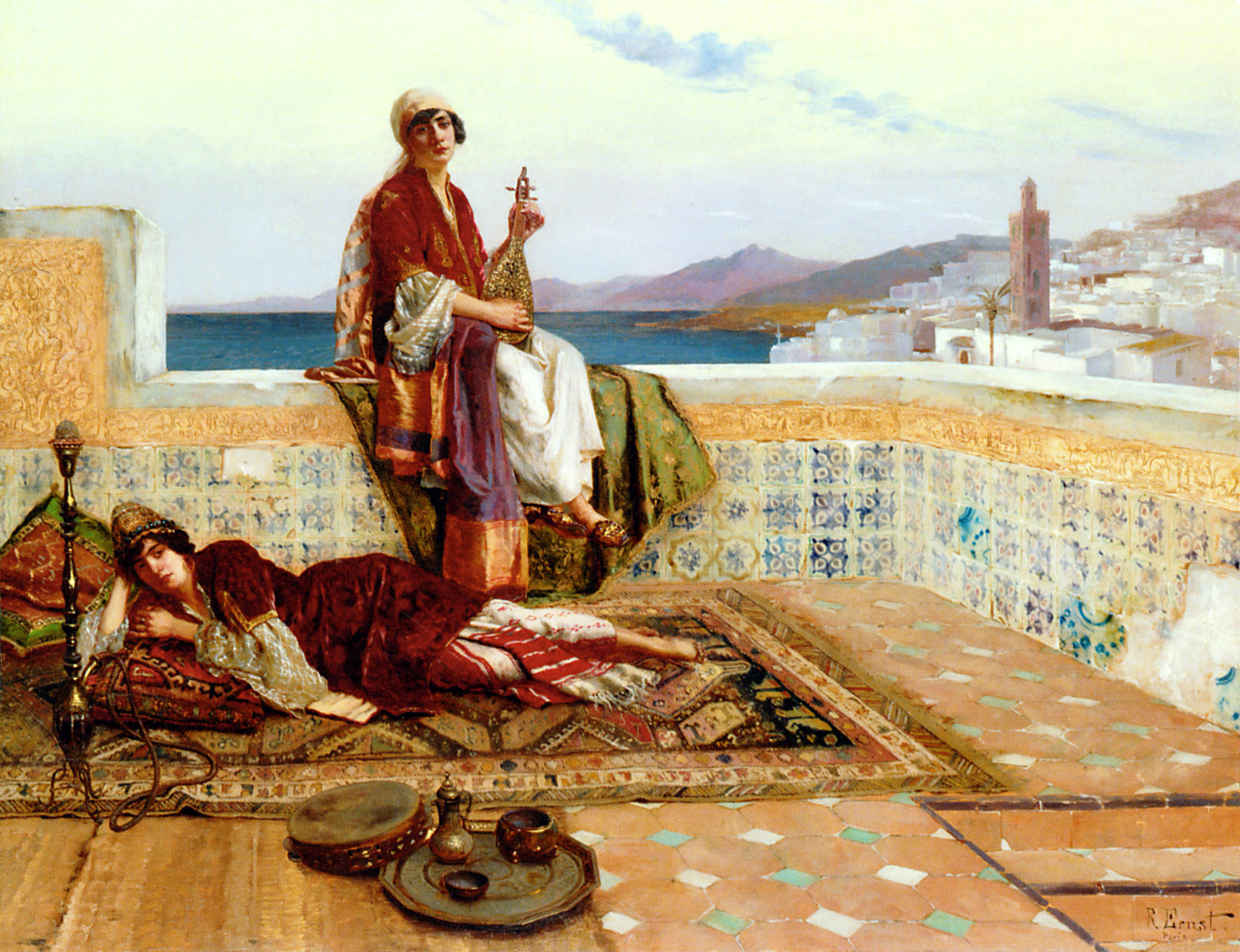
«Молодые дамы на террасе в Танжере» (1880) Рудольфа Эрнста.
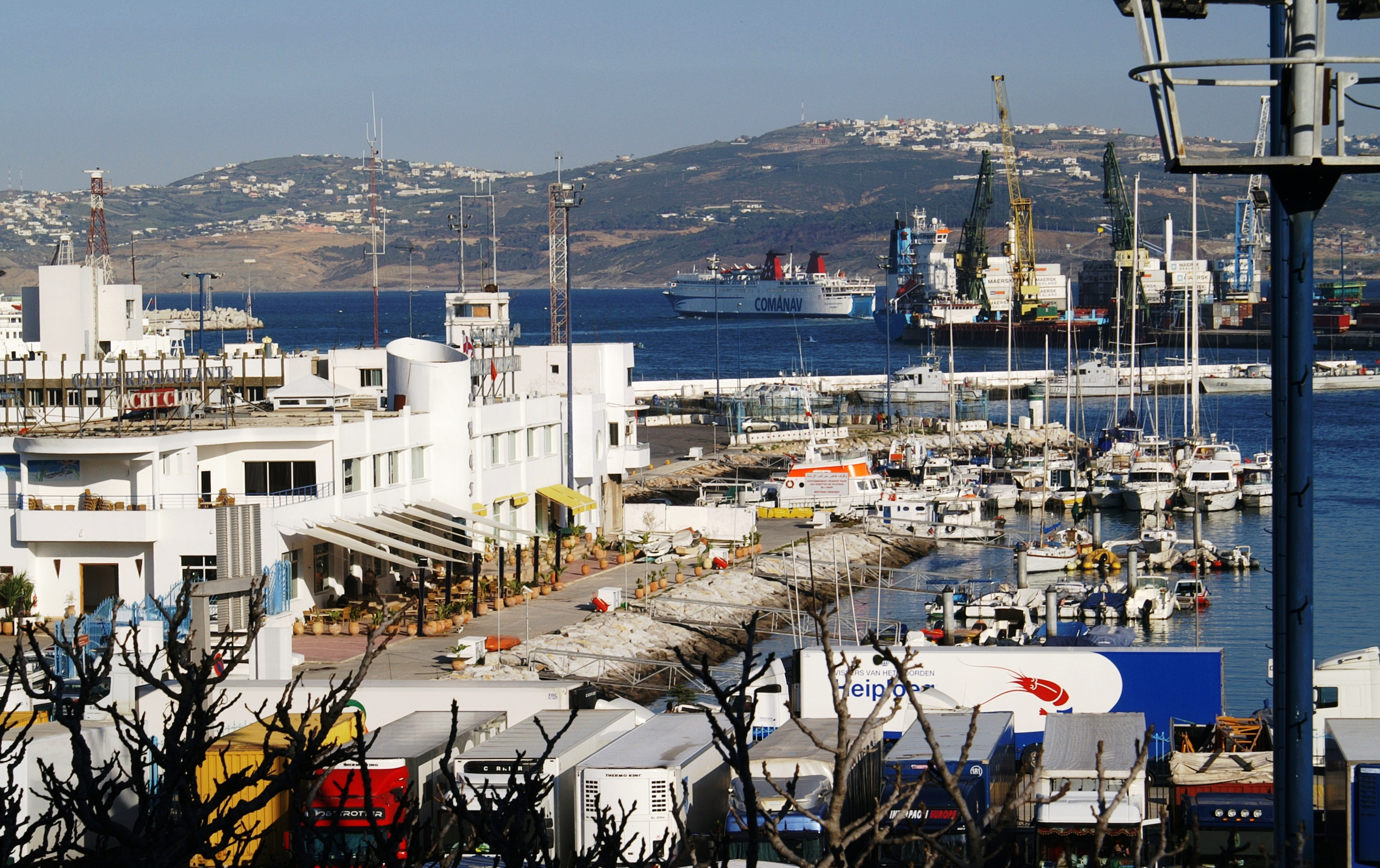
Порт Танжера
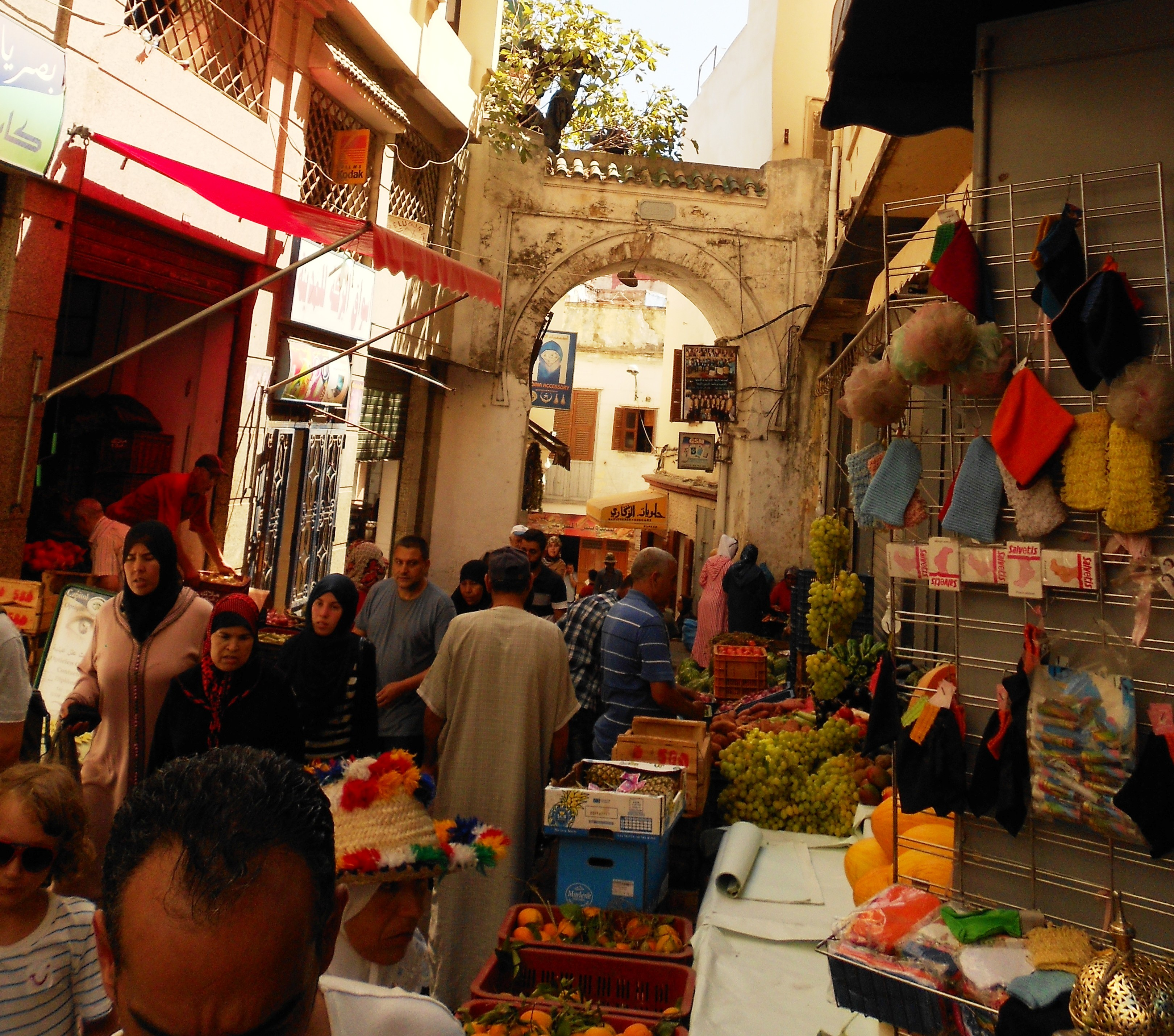
Улица в медине (Старый Город)